# エネアーク
株式会社エネアーク（英: ENEARC Co., Ltd.）は、伊藤忠エネクスが50%・大阪ガスが50%の株式を保有する伊藤忠エネクスグループ中核のガス販売会社である。